# Ádám Gyurcsó
Ádám Gyurcsó (Tatabánya, 6 marzo 1991) è un calciatore ungherese, attaccante dell'Anorthōsis.

## Caratteristiche tecniche
Ala destra, può giocare come seconda punta o come ala sinistra.

## Carriera

### Club
Il 19 novembre 2016 firma un poker di reti contro il Wisła Cracovia (6-2).

### Nazionale
Ha giocato nella nazionale ungherese Under-21.
Ha esordito in nazionale maggiore nel 2012.

## Statistiche

### Cronologia presenze e reti in nazionale
| Cronologia completa delle presenze e delle reti in nazionale ― Ungheria | Cronologia completa delle presenze e delle reti in nazionale ― Ungheria | Cronologia completa delle presenze e delle reti in nazionale ― Ungheria | Cronologia completa delle presenze e delle reti in nazionale ― Ungheria | Cronologia completa delle presenze e delle reti in nazionale ― Ungheria | Cronologia completa delle presenze e delle reti in nazionale ― Ungheria | Cronologia completa delle presenze e delle reti in nazionale ― Ungheria | Cronologia completa delle presenze e delle reti in nazionale ― Ungheria |
| Data                                                                    | Città                                                                   | In casa                                                                 | Risultato                                                               | Ospiti                                                                  | Competizione                                                            | Reti                                                                    | Note                                                                    |
| ----------------------------------------------------------------------- | ----------------------------------------------------------------------- | ----------------------------------------------------------------------- | ----------------------------------------------------------------------- | ----------------------------------------------------------------------- | ----------------------------------------------------------------------- | ----------------------------------------------------------------------- | ----------------------------------------------------------------------- |
| 1-6-2012                                                                | Praga                                                                   | Rep. Ceca                                                               | 1 – 2                                                                   | Ungheria                                                                | Amichevole                                                              | 1                                                                       | 65’                                                                     |
| 4-6-2012                                                                | Berna                                                                   | Ungheria                                                                | 0 – 0                                                                   | Irlanda                                                                 | Amichevole                                                              | -                                                                       | 85’                                                                     |
| 15-8-2012                                                               | Budapest                                                                | Ungheria                                                                | 1 – 1                                                                   | Israele                                                                 | Amichevole                                                              | -                                                                       | 46’                                                                     |
| 9-11-2012                                                               | Budapest                                                                | Ungheria                                                                | 1 – 4                                                                   | Paesi Bassi                                                             | Qual. Mondiali 2014                                                     | -                                                                       | 60’                                                                     |
| 12-10-2012                                                              | Tallinn                                                                 | Estonia                                                                 | 0 – 1                                                                   | Ungheria                                                                | Qual. Mondiali 2014                                                     | -                                                                       | 83’                                                                     |
| 6-2-2013                                                                | Minsk                                                                   | Bielorussia                                                             | 1 – 1                                                                   | Ungheria                                                                | Amichevole                                                              | -                                                                       | 83’                                                                     |
| 6-6-2013                                                                | Győr                                                                    | Ungheria                                                                | 1 – 0                                                                   | Kuwait                                                                  | Amichevole                                                              | -                                                                       | 46’                                                                     |
| 5-3-2014                                                                | Győr                                                                    | Ungheria                                                                | 1 – 2                                                                   | Finlandia                                                               | Amichevole                                                              | -                                                                       | 52’                                                                     |
| 22-5-2014                                                               | Debrecen                                                                | Ungheria                                                                | 2 – 2                                                                   | Danimarca                                                               | Amichevole                                                              | -                                                                       | 46’                                                                     |
| 7-6-2014                                                                | Budapest                                                                | Ungheria                                                                | 3 – 0                                                                   | Kazakistan                                                              | Amichevole                                                              | -                                                                       | 76’                                                                     |
| 7-9-2014                                                                | Budapest                                                                | Ungheria                                                                | 1 – 2                                                                   | Irlanda del Nord                                                        | Qual. Euro 2016                                                         | -                                                                       | 57’                                                                     |
| 18-11-2014                                                              | Budapest                                                                | Ungheria                                                                | 1 – 2                                                                   | Russia                                                                  | Amichevole                                                              | -                                                                       | 65’                                                                     |
| 20-5-2016                                                               | Budapest                                                                | Ungheria                                                                | 0 – 0                                                                   | Costa d'Avorio                                                          | Amichevole                                                              | -                                                                       | 63’                                                                     |
| 10-10-2016                                                              | Riga                                                                    | Lettonia                                                                | 0 – 2                                                                   | Ungheria                                                                | Qual. Mondiali 2018                                                     | 1                                                                       |                                                                         |
| 13-11-2016                                                              | Budapest                                                                | Ungheria                                                                | 4 – 0                                                                   | Andorra                                                                 | Qual. Mondiali 2018                                                     | 1                                                                       | 80’                                                                     |
| 25-3-2017                                                               | Lisbona                                                                 | Portogallo                                                              | 3 – 0                                                                   | Ungheria                                                                | Qual. Mondiali 2018                                                     | -                                                                       | 68’                                                                     |
| 5-6-2017                                                                | Budapest                                                                | Ungheria                                                                | 0 – 3                                                                   | Russia                                                                  | Amichevole                                                              | -                                                                       | 74’                                                                     |
| 9-6-2017                                                                | Andorra la Vella                                                        | Andorra                                                                 | 1 – 0                                                                   | Ungheria                                                                | Qual. Mondiali 2018                                                     | -                                                                       | 70’                                                                     |
| 15-11-2020                                                              | Budapest                                                                | Ungheria                                                                | 1 – 1                                                                   | Serbia                                                                  | UEFA Nations League 2020-2021 - 1º turno                                | -                                                                       | 77’                                                                     |
| 18-11-2020                                                              | Budapest                                                                | Ungheria                                                                | 2 – 0                                                                   | Turchia                                                                 | UEFA Nations League 2020-2021 - 1º turno                                | -                                                                       | 63’ 90’                                                                 |
| Totale                                                                  |                                                                         | Presenze                                                                | 20                                                                      |                                                                         | Reti                                                                    | 3                                                                       |                                                                         |

| Cronologia completa delle presenze e delle reti in nazionale ― Ungheria under 21 | Cronologia completa delle presenze e delle reti in nazionale ― Ungheria under 21 | Cronologia completa delle presenze e delle reti in nazionale ― Ungheria under 21 | Cronologia completa delle presenze e delle reti in nazionale ― Ungheria under 21 | Cronologia completa delle presenze e delle reti in nazionale ― Ungheria under 21 | Cronologia completa delle presenze e delle reti in nazionale ― Ungheria under 21 | Cronologia completa delle presenze e delle reti in nazionale ― Ungheria under 21 | Cronologia completa delle presenze e delle reti in nazionale ― Ungheria under 21 |
| Data                                                                             | Città                                                                            | In casa                                                                          | Risultato                                                                        | Ospiti                                                                           | Competizione                                                                     | Reti                                                                             | Note                                                                             |
| -------------------------------------------------------------------------------- | -------------------------------------------------------------------------------- | -------------------------------------------------------------------------------- | -------------------------------------------------------------------------------- | -------------------------------------------------------------------------------- | -------------------------------------------------------------------------------- | -------------------------------------------------------------------------------- | -------------------------------------------------------------------------------- |
| 1-9-2011                                                                         | Sligo                                                                            | Irlanda under 21                                                                 | 2 – 1                                                                            | Ungheria under 21                                                                | Qual. Europeo Under-21 2013                                                      | -                                                                                | 80’                                                                              |
| 6-9-2011                                                                         | Székesfehérvár                                                                   | Ungheria under 21                                                                | 0 – 3                                                                            | Italia under 21                                                                  | Qual. Europeo Under-21 2013                                                      | -                                                                                | 82’                                                                              |
| Totale                                                                           |                                                                                  | Presenze                                                                         | 2                                                                                |                                                                                  | Reti                                                                             | 0                                                                                |                                                                                  |

## Palmarès

### Club

#### Competizioni nazionali
- Campionato ungherese: 2

Videoton: 2010-2011, 2014-2015
- Supercoppa d'Ungheria: 2

Videoton: 2011, 2012
- Coppa di Lega ungherese: 1

Videoton: 2011-2012

### Individuale
- Capocannoniere della Coppa d'Ungheria: 1

2019-2020 (7 gol)